# جایزه ابراهیم
جایزه ابراهیم برای توفیق در رهبری آفریقا جایزه‌ای است که به صورت سالانه به یکی از رؤسای سابق قوه مجریه یا کشور یکی از دول آفریقایی اهدا می‌شود. جایزه ابراهیم به رهبری در آفریقا تعلق می‌گیرد که به شکل دموکراتیک انتخاب شده باشد، رهبری فوق‌العاده‌ای داشته باشد، و دوره ریاست خود را تکمیل کرده و ظرف سه سال گذشته از قدرت کنار رفته باشد. این جایزه مشتمل بر جایزهٔ نقدی پنج میلیون دلاری است که طی ۱۰ سال پرداخت می‌شود و پس از این ۱۰ سال، برنده سالیانه ۲۰۰ هزار دلار به صورت مادام‌العمر دریافت می‌کند.
این جایزه در سال ۲۰۰۷ و با تأسیس بنیاد مو ابراهیم پایه‌گذاری شد. این بنیاد را مو ابراهیم، میلیاردری که تابعیت دوگانه سودانی-انگلیسی دارد در شهر لندن پایتخت بریتانیا تأسیس کرد. در هفت سال از دوازده سال اعطای این جایزه کمیتهٔ داوری هیچ رهبری را شایستهٔ دریافت این جایزه ندانست.
کمیتهٔ داوری مستقل این جایزه عبارت است از سلیم احمد سلیم (رئیس)، دبیرکل سابق سازمان وحدت آفریقا، مارتی آهتیساری، عایشه به دیاله، محمد البرادعی، هورست کوهلر، گراسا ماچل، فستوس موگائه، و مری رابینسون.

## برندگان
تا کنون تنها پنج نفر برندهٔ این جایزه شده‌اند که عبارتند از ژواکیم چیسانو (دومین رئیس جمهور موزامبیک)، فستوس موگائه (سومین رئیس جمهور بوتسوانا)، پدرو پیرس (رئیس جمهور کیپ ورد)، هیفیکه‌پونیه پوهامبا (دومین رئیس‌جمهور کشور نامیبیا)، و الن جانسون سیرلیف رئیس جمهور لیبریا.
در همان سال تأسیس جایزه هم نلسون ماندلا برندهٔ افتخاری این جایزه اعلام شد.
| سال  | برنده            | برنده                  | کشور          | دلیل |
| ---- | ---------------- | ---------------------- | ------------- | --- |
| ۲۰۰۷ |                  | ژواکیم چیسانو          | موزامبیک      | برای مساعی‌اش در انتقال موزامبیک از درگیری به صلح و دموکراسی |
| ۲۰۰۷ |                  | نلسون ماندلا (افتخاری) | آفریقای جنوبی | |
| ۲۰۰۸ |                  | فستوس موگائه           | بوتسوانا      | «ثبات پایدار کشورش را همزمان با مواجهه با بحران اچ‌آی‌وی/ایدز حفظ کرد.» |
| ۲۰۰۹ | جایزه اهدا نشد.  |                        |               | |
| ۲۰۱۰ | جایزه اهدا نشد.  |                        |               | |
| ۲۰۱۱ |                  | پدرو پیرس              | کیپ ورد       | پیرس کشورش را به الگویی برای دموکراسی و ثبات تبدیل کرده‌است. |
| ۲۰۱۲ | جایزه اهدا نشد.. |                        |               | |
| ۲۰۱۳ | جایزه اهدا نشد.  |                        |               | |
| ۲۰۱۴ |                  | هیفیکه‌پونیه پوهامبا    | نامیبیا       | «در دههٔ‌ریاست جمهوری او نام موزامبیک با پایداری و ثبات و همچنین آزادی مطبوعات و حقوق بشر گره خورد.»                                                                                                |
| ۲۰۱۵ | جایزه اهدا نشد.  |                        |               | |
| ۲۰۱۶ | جایزه اهدا نشد.  |                        |               | |
| ۲۰۱۷ |                  | الن جانسون سیرلیف      | لیبریا        | «الن جانسون سیرلیف زمانی سکان هدایت لیبریا را به دست گرفت که این کشور کاملاً با جنگ داخلی ویران شده بود. او رهبری یک مسیر آشتی را که روی کشورسازی و نهادهای دموکراتیک آن متمرکز بود، به دست گرفت.» |
| ۲۰۱۸ | جایزه اهدا نشد.  |                        |               | |